# Hoge Grindelwaldgletsjer
De Hoge Grindelwaldgletsjer (Duits: Oberer Grindelwaldgletscher) is een gletsjer in Zwitserland oorspronkelijk uitkomend in het dal van Grindelwald.

## Ligging
De Hoge Grindelwaldgletsjer wordt gevormd door een uitgestrekt firnveld, dat in het zuiden wordt begrensd door de Schreckhorn, in het oosten door de Berglistock en in het noorden door de Wetterhorn. In het diep verzonken dal tussen de Mättenberg (3104 m boven zeeniveau) in het zuidwesten en de Wetterhorn in het noordoosten stroomt de Obergrindelwald-gletsjer als een 200 tot 500 m brede ijsstroom met een steile helling naar het noordwesten. De gletsjertong bevindt zich momenteel op ongeveer 1400 m boven de zeespiegel en is daarmee een van de laagste eeuwigdurende ijsvelden in de Alpen. De gletsjer voedt de Schwarze Lütschine, die deel uitmaakt van het stroomgebied van de Aare.

## Evolutie
Op zijn hoogtepunt tijdens de kleine ijstijd rond het midden van de 19e eeuw reikte de Upper Grindelwald-gletsjer tot 1180 m boven de zeespiegel over een rotsbank (de "Nollen") en eindigde tegenover het Grindelwald Hotel Wetterhorn. Het was goed bereikbaar en werd daarom in de 19e eeuw vaak bezocht. Gedurende deze tijd werden hier blokken ijs gedolven voor gebruik in herbergen en brouwerijen. Daarna heeft de gletsjer zich teruggetrokken. Tijdens de laatste opmars tussen 1959 en 1985 bereikte een smal uiteinde van de gletsjertong opnieuw de dalbodem achter Grindelwald (ca. 1220 m boven zeeniveau). Sinds 1991 smelt de gletsjer echter snel in lijn met de algemene trend.

## Berghut
Op de zuidelijke helling van de Wetterhorn, hoog boven de Hoge Grindelwaldgletsjer, op 2317 m boven de zeespiegel, staat de Glecksteinhütte van de Schweizer Alpen-Club (SAC). Vanuit de berghut heeft men een volledig zicht op de gletsjer en het brede firnveld, aan de voet van de Schreckhorn. Een grot op de Gleckstein diende tot 1870 als onderkomen voor bergbeklimmers. De berggidsen van Grindelwald bouwden vervolgens een stenen bivak met een schuin dak bij deze rots. Deze accommodatie bood plaats aan ongeveer zes klimmers. Al na tien jaar werd de eerste hut voor 12 personen gebouwd. Het stond ongeveer 30 meter boven de huidige hut en werd tot 1911 gebruikt. Van 1902 tot 1904 werd de huidige hut gebouwd als hotel. Het hotel werd gekocht door de Schweizer Alpen-Club, herbouwd in 1920 en bood 60 ligplaatsen. In 1978 kwam er nog een uitbreiding bij en in 2001 vonden uitgebreide gevelrenovaties plaats. De berghut wordt van half juni tot half oktober open gehouden en biedt 80 bedden in 16 slaapzalen en -kamers. Buiten de openingsperiode blijft een winterruimte beschikbaar met 32 ligplaatsen.
Albignagletsjer · Aletschgletsjer · Allalingletsjer · Corbassièregletsjer · Feegletsjer · Ferpèclegletsjer · Fieschergletsjer · Findelgletsjer · Gauligletsjer · Gornergletsjer · Hoge Grindelwaldgletsjer · Hüfigletsjer · Kanderfirn · Lage Grindelwaldgletsjer · Langgletsjer · Limmernfirn · Mont-Miné-Gletsjer · Morteratschgletsjer · Oberaletschgletsjer · Otemmagletsjer · Paradiesgletsjer · Plaine Morte-gletsjer · Rhônegletsjer · Saleinagletsjer · Triftgletsjer · Unteraargletsjer · Zinalgletsjer · Zmuttgletsjer